# Gare de Martres-Tolosane
Gare de Martres-Tolosane vasútállomás Franciaországban, Martres-Tolosane településen.

## Vasútvonalak
Az állomást az alábbi vasútvonalak érintik:
- Toulouse–Bayonne-vasútvonal

## Kapcsolódó állomások
A vasútállomáshoz az alábbi állomások vannak a legközelebb:
- Gare de Boussens
- Gare de Cazères-sur-Garonne